# Wybory parlamentarne w Macedonii w 2008 roku
Wybory parlamentarne w Macedonii w 2008 roku odbyły się 1 czerwca 2008. Wybory wygrała rządząca w Macedonii prawicowa WMRO-DPMNE. Po przeliczeniu 97% głosów ugrupowanie dotychczasowego premiera Nikoły Gruewskiego WMRO-DPMNE uzyskało wynik 48,21% głosów.
Lokale wyborcze były otwarte w godzinach od 7:00 do 19:00. Około 1,7 mln Macedończyków głosowało na 1540 kandydatów z 18 partii i bloków wyborczych w walce o 120 miejsc w jednoizbowym parlamencie. Wybory monitorowało około 350 międzynarodowych obserwatorów i ponad 4300 krajowych. Były to wybory przedterminowe spowodowane samorozwiązaniem macedońskiego parlamentu, Zebrania. Przyczyną kryzysu była porażka rządu w czasie szczytu NATO w Bukareszcie, na którym kandydatura Macedonii została zablokowana przez Grecję.

## Przebieg wyborów
Lokale wyborcze zostały otwarte o godzinie 7:00. Wyborom przyglądało się około 350 obserwatorów międzynarodowych i 4300 krajowych. W Araczinowie, zamieszkanej przez Albańczyków północnej części Macedonii, z powodów bezpieczeństwa głosowanie zostało przerwane, a co najmniej 20 lokali wyborczych zamknięto. W starciach między rywalizującymi grupami albańskimi w strzelaninach z policja zginęła jedna osoba, osiem zostało rannych. Trzynaście osób zatrzymano. Do aktów przemocy dochodziło również w innych miejscach północno-zachodniej części kraju, gdzie mieszka duża mniejszość albańska (stanowiąca 1/4 wszystkich mieszkańców Macedonii).
Centralna Komisja Wyborcza z powodu nieprawidłowości i przypadków zastraszania głosujących zawiesiła głosowanie w co najmniej 20 lokalach, a więc mniej więcej w 1% wszystkich. Były też przypadki oszustw i nieprawidłowości, takich jak zaginięcie głosów, otwieranie urn czy kradzież materiałów wyborczych. W związku ze starciami policja aresztowała m.in. jednego z byłych przywódców rebeliantów albańskich Agima Krasnikiego, który był jednym z dowódców Albańskiej Armii Narodowej podczas powstania w 2001 roku. Strzelanina miała też miejsce w dzielnicy Skopje zamieszkanej przez Albańczyków – na dziedzińcu szkoły, w której znajdowała się komisja wyborcza. Rannych zostało sześć osób.

## Wyniki
Po przeliczeniu głosów z 97% lokali wyborczych zwyciężyła prawicowa WMRO-DPMNE (48,21%). Głównym ugrupowaniem opozycyjnym będzie centrolewicowy SDSM (23,19%). Koalicjant WMRO-DPMNE w dotychczasowym rządzie - Demokratyczna Partia Albańczyków (DPA) zdobyła 10,33% głosów. Demokratyczny Związek na rzecz Integracji (DUI) uzyskał poparcie 11,23% głosów.
Wyniki ze 186 lokali zostały unieważnione, a powtórne w nich głosowanie zaplanowano na 15 czerwca. Ostatecznie odbyło się ono w 187 spośród 2976 lokali, a uprawnionych było 160 tysięcy osób.

## Sytuacja po wyborach
Prezydent Macedonii Branko Crwenkowski potępił incydenty, do których doszło na północy kraju. Podobną opinię wyraził Erwan Fouere, szef misji UE oraz ambasadorowie Francji i Wielkiej Brytanii. Komisja Europejska również wyraziła ogromne zaniepokojenie aktami przemocy, do których doszło w Macedonii.
Po zakończeniu głosowania i ogłoszeniu wstępnych wyników wyborów na głównym placu stolicy kraju – Skopje zgromadzili się zwolennicy premiera Gruewskiego, który wyraził żal z powodu aktów przemocy zakłócających przebieg wyborów w północno-wschodniej części Macedonii. Podkreślił jednak, że w pozostałych częściach kraju głosowanie przebiegało spokojnie i uczciwie. Przewodnicząca SDSM Radmiła Szekerinska przyznała się do porażki i pogratulowała Grujewskiemu zwycięstwa, lecz skrytykowała organizację wyborów.
Komentatorzy podkreślają, że niespokojny przebieg wyborów oraz pojawiające się doniesienia o nieprawidłowościach i przypadkach zastraszania w niektórych lokalach wyborczych, mogą negatywnie zaważyć na staraniach Skopje o członkostwo w Unii Europejskiej.